# مدرسة أبوتشولمي
مدرسة أبوتشولمي هي مدرسة بريطانية داخلية نهارية مستقلة مختلطة. أسسها الأكاديمي والتربوي الإسكتلندي سيسيل ريدي كتجربة في فلسفاته ونظرياته التربوية التقدمية.
تقع المدرسة في حرم جامعي بمساحة 140 فدانًا على ضفاف نهر دوف في ديربيشاير بإنجلترا بالقرب من حدود المقاطعة وقرية روسيستر في ستافوردشاير. وهي عضو في جمعية الرؤساء (المعروفة سابقًا باسم جمعية مديري المدارس ومديري المدارس المستقلة) وهي مدرسة من شبكة دولية من المدارس Round Square، قائمة على المفاهيم التربوية لكورت هان، وسميت ب Round Square على اسم مبنى مميز في جوردونستون. تأسست من قبل مجموعة من سبع مدارس في أواخر الستينيات، وبحلول عام 1996 نمت إلى 20 مدرسة عضوًا في جميع أنحاء العالم، ومنذ ذلك الحين توسعت إلى أكثر من 200 مدرسة. Round Square هي شركة بريطانية محدودة بالضمان، وهي مؤسسة خيرية مسجلة..

## تاريخ

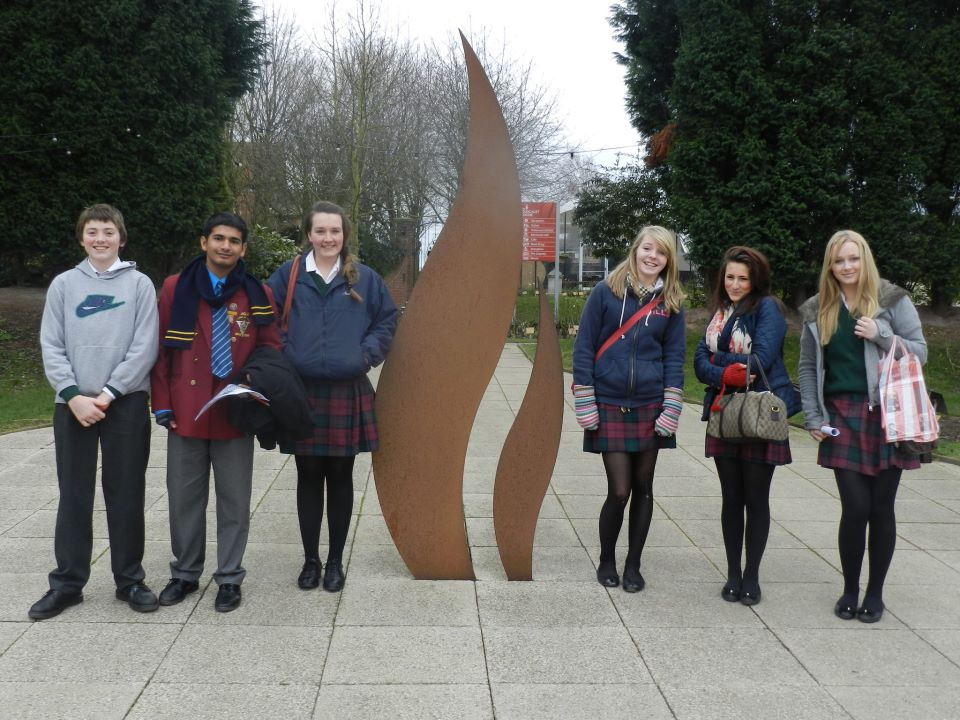
تبادل الطلاب وزملائهم في مدرسة أبوتشولمي عام 2012

افتتحت المدرسة، التي كانت تعرف آنذاك باسم "المدرسة الجديدة"، في عام 1889 للفتيان الذين تتراوح أعمارهم بين 10 و19 عامًا. منذ البداية، ابتعدت عن هيكل المدرسة العامة التقليدية لصالح بيئة أقل جمودًا وتعليمًا أكثر ليبرالية. تم التخلص من "ياقات إيتون " لصالح زي موحد أكثر راحة وعملية، وتم تدريس الإنجليزية والفرنسية والألمانية بدلاً من الكلاسيكيات (اللاتينية واليونانية). تم تقديم الفنون الجميلة كمواد أساسية، اعتبرت غير عادية في ذلك الوقت، حيث تم تدريس الموسيقى في الغالب في مدارس الكاتدرائية snd art في معاهد الفنون المتخصصة. تم دمج المهارات العملية مثل تربية الحيوانات والنجارة في المناهج الدراسية.
المدرسة مختلطة منذ عام 1969؛ تشكل الفتيات الآن أكثر من ثلث العدد الإجمالي للتلاميذ. 
في عام 2017، تم شراء المدرسة من قبل شركة Achieve Education Ltd الصينية، المملوكة للسيدة Tong Zhou، التي تجلس في مجلس Achieve الاستشاري. مديرو المدرسة هم الآن مديرو Achieve Education ويرأسهم مايك فارمر، الرئيس السابق لمدرسة كيلجراستون.

## تلاميذ سابقون بارزون
- روجر ألتونيان - طبيب وصيدلي رائد في استخدام كروموجليكات الصوديوم كوسيلة وقائية للربو[7][8]
- السير صموئيل فيليبس بيدسون، أستاذ FRS لعلم الجراثيم، جامعة لندن
- آلان داور بلوملين، مهندس إلكترونيات ومخترع
- بيتر كروسلي هولاند، عالم موسيقى عرقية وملحن
- روبن غاندي، عالم رياضيات
- إدوارد جيمس مارتن كوبل، صحفي إذاعي أمريكي بريطاني المولد ،
- ألفريد أنجاس سكوت (1875-1923)، مصمم دراجات نارية، مخترع ومؤسس شركة سكوت للدراجات النارية[9]
- إيان شابيرو، عالم سياسي
- أولاف ستابليدون (1886-1950)[10] روائي وفيلسوف. مؤلف كتاب Last and First Men وStar Maker وأعمال أخرى من الخيال التأملي.
- ليتون ستراشي،[11] كاتب وناقد بريطاني
- السير آلان موير وود، FRS FRENG FICE، مهندس مدني

## روابط خارجية
- موقع المدرسة
- ملف دليل المدارس الداخلية في المملكة المتحدة
- الملف الشخصي على موقع مركز الدراسات الدولي

قالب:Schools in Derbyshire